# Hyvämäki-Karhunen-Parkkinen
Hyvämäki-Karhunen-Parkkinen (även Arkkitehtitoimisto HKP) är en finländsk arkitektbyrå som grundades 1968 i Helsingfors. 
Gruppens ledande gestalter är arkitekterna Eero Hyvämäki (född 1938), Jukka Karhunen (född 1945) och Risto Parkkinen (född 1938). Arkitektgruppen fick sitt nationella genombrott då deras förslag kom på första plats i arkitekttävlingen för Finlands nationalopera och -balett 1977. Gruppen har segrat i ett stort antal arkitekttävlingar om monumentala byggnader i Finland och även utomlands, vilka bland annat lett till planeringen av Jyväskylä stadsbibliotek och arbetarinstitut (1975–1980), tekniska universitetet i Hamburg-Harburg (1993–1999), den underjordiska simhallen i Östra centrum i Helsingfors (1993), Centralkriminalpolisens byggnad i Vanda (1994), Hotel Scandic Simonsfältet i Helsingfors (2000) och Tekniska högskolans nybyggnad för avdelningen för system- och automationsteknik i Otnäs (2003). 
Hyvämäki-Karhunen-Parkkinen tilldelades 2000 statens pris för "Årets byggnad" (för huvudbyggnaden för Institutet för arbetshygien) och 2003 statspriset för byggnadskonst.